# Lijst van straten in De Bilt
Dit is een lijst van straten in de gemeente De Bilt en hun oorsprong/betekenis. 

## Lijst van straten in Bilthoven
- Albert Cuyplaan - Aelbert Cuyp, schilder
- Anthoni van Leeuwenhoeklaan - Antoni van Leeuwenhoek
- Aardelaan - planeet Aarde
- Acacialaan - acacia, boomsoort
- Agaatvlinder - agaatvlinder, vlindersoort
- Alexander Vosmaerlaan (Oprichter Inventum)
- Andoorn - andoorn, plantennaam
- Anna Maria van Schuurmanlaan - Anna Maria van Schurman
- Anne Franklaan - Anne Frank
- Apollovlinder - apollovlinder, vlindersoort
- Appellaan - appel
- Argusvlinder - argusvlinder
- Atlasvlinder - atlasvlinder
- Bachlaan - Johann Sebastian Bach, componist -
- Bakemakwartier -
- Beatrixlaan - Beatrix der Nederlanden
- Beethovenlaan - Ludwig van Beethoven, componist
- Beetslaan - Nicolaas Beets
- Berkenlaan - berk, loofboom
- Berlagelaan - Hendrik Petrus Berlage, architect
- Betje Wolfflaan - Betje Wolff, schrijfster
- Bielalaan - Wilhelm von Biela, Duits-Oostenrijks legerofficier en amateur-astronoom
- Bilderdijklaan - Willem Bilderdijk, dichter
- Bildzigt -
- Bongerdlaan - bongerd als boomgaard
- Boogschutterplein - Boogschutter sterrenbeeld
- Bosanemoon - bosanemoon
- Bosbes - bosbes
- Boslaan -
- Bosrank - bosrank, plantennaam
- Bosroos - bosroos, plantennaam
- Bostulp - bostulp, plantennaam
- Bosuillaan - bosuil, vogelsoort
- Buys Ballotweg - Buys Ballot, meteoroloog
- Brem - Brem (plant), een struik (Cytisus scoparius) uit de vlinderbloemenfamilie (Fabaceae)
- Burg van der Borchlaan - H.P. baron van der Borch tot Verwolde van Vorden was van 1927 tot 1952 burgemeester van De Bilt
- Burgemeester Fabiuspark - Kaeso Fabius was van 1952 tot 1971 burgemeester van De Bilt. Bij het afscheid in 1971 als burgemeester van De Bilt vroeg hij een donatie te doen aan een door hem op te richten stichting ten behoeve van het verlenen van steun aan jeugdige sporters in de gemeente De Bilt. Zo ontstond de Burgemeester Fabius Stichting (die in 2012 werd geliquideerd).
- Citroenvlinder - citroenvlinder
- Clara Peeterslaan - Clara Peeters (gedoopt in Antwerpen, 15 mei 1594 – onbekend, na 1657?) was een Brabantse kunstschilderes en een van de pioniers in de ontwikkeling van het stilleven als genre in de vroege 17e eeuw.
- Cornelia de Rijcklaan - Cornelia de Rijck (1656, overleden tussen 1710 en 1727) was een vrouwelijke schilder. Zij was de dochter van schilder Willem de Rijck, die in Antwerpen en Londen werkte.
- Da Costalaan - Isaäc da Costa (1798-1860), dichter en historicus
- De Genestetlaan - Petrus Augustus de Génestet was een Nederlands dichter en theoloog.
- De Hooghlaan - Pieter de Hoogh, schilder
- De Kwinkelier - naam van het winkelcentrum
- Diepenbrocklaan - Alphons Diepenbrock, zoon van Ferdinand Hubert Aloys Diepenbrock en Johanna Josephina Diepenbrock-Kuytenbrouwer, was een Nederlands componist en schrijver over muziek en andere onderwerpen
- Dillenburglaan - kasteel Dillenburg
- Dirk Boutslaan - Dirk Bouts', ook wel Dieric Bouts was een kunstschilder die wordt gerekend tot de Vlaamse Primitieven.
- Distelvlinder - distelvlinder
- Doctor J Röntgenlaan - Julius Röntgen, Duits-Nederlandse componist
- Donatilaan - Giovanni Battista Donati (1826-1873), Italiaans astronoom
- Donsvlinder - vlindersoort donsvlinder
- Dravik - dravik, plantensoort
- Drift -
- Drijverslaan -
- Dudokkwartier - architect
- Duivenlaan -
- Dwarsweg -
- Eerste Brandenburgerweg -
- Egelantier - De egelantier (Rosa rubiginosa) is een van nature in de Benelux voorkomende roos.
- Eikenlaan - eik, loofboom
- Eikvaren - eikvaren, bosplant
- Elzenlaan - els, loofboom
- Emmaplein - Emma van Waldeck-Pyrmont, prinses van Oranje-Nassau, prinses van Waldeck-Pyrmont, was de tweede echtgenote van koning Willem III van 1879 tot zijn dood in 1890 en koningin-regentes der Nederlanden van 1890 tot 1898.
- Enckelaan - Komeet Encke is de komeet met de kortste omlooptijd van alle kometen.
- Ensahlaan - Ensah was de eerste villa die in het latere Bilthoven werd gebouwd
- Esdoornlaan - esdoorn, (acer), een geslacht van loofbomen en heesters
- Evert Cornelislaan - Evert Cornelis, Nederlandse dirigent en organist.
- Fazantenlaan - fazant, vogelsoort
- Fitislaan - fitis, vogelsoort
- Frans Halslaan - Frans Hals, schilder
- Friedhoffkwartier - ingenieur Gijsbert Friedhoff, Nederlands architect en rijksbouwmeester (1946-1958).
- Gerard Doulaan - Gerard Dou, schilder
- G Terborchlaan - Gerard ter Borch (I) en Gerard ter Borch (II)
- Gaailaan - vogelsoort
- Geelgorslaan - geelgors, zangvogel
- Geertgen tot Sint Janslaan - kunstschilder, 2e helft 15e eeuw
- Gezichtslaan -
- Goudenregenlaan - goudenregen
- Goudhaantjeslaan - goudhaantje

- Goudvinklaan - goudvink
- Gregoriuslaan - Gregorius van Utrecht (ca. 707-776) was een middeleeuws geestelijke en leider van de Utrechtse kerk. Hij wordt tevens vereerd als heilige in de rooms-katholieke kerk. Zijn feestdag is op 25 augustus.
- Groenlinglaan - groenling
- Grote Beer - sterrenbeeld Grote Beer
- H de Keijserkwartier - Hendrik de Keyser
- H Segherslaan - Hercules Segers was een Nederlands schilder, maar vooral een briljant graficus. Segers wordt als dé vernieuwer van de grafiek gezien.
- Haagbeuklaan - haagbeuk, plantensoort
- Halleylaan - Edmond Halley was een Brits astronoom, hoogleraar te Oxford (1705) en directeur van de sterrenwacht van Greenwich (1720).
- Händellaan - Georg Friedrich Händel (Halle an der Saale, 23 februari 1685 – Londen, 14 april 1759) was een barokcomponist.
- Hans Memlinglaan - Hans Memling of Jan van Menninghen[1] was een Vlaams kunstschilder. Hij wordt algemeen beschouwd als een van de voornaamste Vlaamse Primitieven.
- Hasebroeklaan - Johannes Petrus Hasebroek was een Nederlandse schrijver, dichter en predikant. Hij was ook bekend onder het pseudoniem Jonathan.
- Haydnlaan - componist
- Hazelaar - hazelaar, een in West-Europa autochtone heester uit de berkenfamilie (Betulaceae)
- Hazenlaan - haas
- Heidepark -
- Heidevlinder - heidevlinder
- Herik - herik, plantennaam
- Hertenlaan - hert
- Hobbemalaan - Meindert Hobbema was een Nederlandse kunstschilder van onder meer landschappen.
- Hoflaan -
- Hugo van der Goeslaan - Hugo van der Goes was een Vlaamse kunstschilder. Hij wordt samen met schilders als Jan van Eyck, Rogier van der Weyden, Hans Memling en Dirk Bouts bij de Vlaamse Primitieven gerekend.
- Iepenlaan - iep, loofboom
- J J P Oudkwartier - Jacobus Johannes Pieter Oud  was een Nederlands architect. Hij is bekend geworden als lid van kunstbeweging De Stijl en voorvechter van de moderne architectuur.
- J van Eijcklaan - Jan van Eyck was een kunstschilder uit de Zuidelijke Nederlanden en naast Rogier van der Weyden de voornaamste vertegenwoordiger van de Vlaamse Primitieven. Jan van Eyck was tijdens zijn leven wellicht de beroemdste schilder van Europa en stond al vroeg te boek als de "uitvinder" van de olieverfschilderkunst.
- Jachthoornlaan - jachthoorn
- Jachtlaan -
- Jacob Romankwartier - Jacobus Roman (1640-1716) was oorspronkelijk een beeldsnijder en later architect.
- Jacob van Campenkwartier - Jacob van Kampen
- Jan Gossaertlaan - Jan Gossaert was een Zuid-Nederlandse kunstschilder, prentmaker en ontwerper.
- Jan Provoostlaan - Jan Provoost was een Vlaamse schilder.
- Jan Steenlaan - Jan Steen, schilder
- Joos van Clevelaan - Joos van Cleve invloedrijk Antwerpse schilder
- Julianaborch -
- Julianalaan - Juliana der Nederlanden
- Jupiterlaan - planeet Jupiter
- Justus van Gentlaan - Justus van Gent, ook Joos van Wassenhove genoemd was een Zuid-Nederlands schilder, die later in Italië werkte.
- Kameelvlinder - Kameelvlinder, vlindersoort
- Karekietlaan - karekiet, vogelsoort
- Kastanjelaan - kastanje, loofboom
- Kees Boekelaan - Kees Boeke (pedagoog)
- Kersenlaan - kers, vruchtboom
- Klaver - plantensoort
- Kleine Beer - Kleine Beer, sterrenbeeld
- Koekoeklaan - vogelsoort
- Kometenlaan - komeet
- Konijnenlaan - konijn (dier), een zoogdier
- Kooikersplein - werkt in een eendenkooi
- Koperwieklaan - koperwiek
- Koppellaan -
- Korhoenlaan - korhoen
- Korte Boslaan -
- Kortelaan -
- Koudelaan -
- Kramsvogellaan - kramsvogel
- Kromhoutkwartier -
- Kruisbeklaan - kruisbek, vogelsoort
- Kruislaan -
- Kwikstaartlaan - kwikstaart, vogelsoort
- Larikslaan - lariks, naaldboom
- Lassuslaan - Orlando di Lasso was een van de productiefste componisten aller tijden. Hij is ook bekend als Orlandus Lassus, Roland de Lassus of Roland de Lâtre.
- Laurillardlaan - Eliza Laurillard was een Nederlands dichter en predikant, die bekendstaat als één der 19e-eeuwse "dominee-dichters".
- Leeuweriklaan - leeuwerik, vogelsoort
- Levina Teerlinglaan - Levina Teerlinc was een Vlaamse miniaturiste, die als hofschilder aan het Engelse hof van Hendrik VIII, Eduard VI, Maria I en Elizabeth I verbleef.
- Leyenseweg -
- Liguster - liguster, plantensoort
- Lijsterlaan - lijster, vogelsoort
- Lindelaan - linde, loofboom
- Maartensdijkseweg - Maartensdijk
- Magnolialaan - magnolia (geslacht), een plantengeslacht
- Massijslaan - Quinten Massijs (I) of Quinten Massijs (II), Zuid-Nederlands schilders
- Meerkoetlaan - meerkoet, watervogel
- Melkweg -
- Merellaan - merel
- Meutelaan -
- Meuteplein -
- Meyenhagen - boerderijnaam aan de groenekanseweg
- Middellaan -
- Mozartlaan - Wolfgang Amadeus Mozart, componist
- Nachtegaallaan - nachtegaal, zangvogel
- Nicolailaan - Willem Nicolaï, Nederlands componist, 19e eeuw
- Nimrodlaan - Nimrod (Bijbels figuur)
- Noorderkroon -
- Noord Houdringelaan -
- Obrechtlaan - Jacob Obrecht, Zui-Nederlandse componist
- Ockeghemlaan - Johannes Ockeghem, Zuid-Nederlandse componist, 15e eeuw
- Olberslaan - Heinrich Wilhelm Olbers was een Duits (amateur-)astronoom.
- Oranje Nassaulaan -
- Orionlaan -
- Oude Brandenburgerweg -
- Overboslaan -
- Paulus Potterlaan - Paulus Potter, schilder
- Palestrinalaan -
- Paltzerweg - naar landgoed De Paltz in Soestduinen
- Parklaan -
- Patrijzenlaan - patrijs (vogel), een akkervogel uit de familie van fazanten (Phasianidae)
- Perenlaan - peer, vrucht
- Perziklaan - perzik
- Pieter Breughellaan - Pieter Breughel de Oude, schilder
- Pieter de Swartkwartier - Pieter de Swart (1709 – 1772) was een Nederlands architect uit de 18e eeuw.
- Pieter Noorwitskwartier - Pieter Arendsz. Noorwits, bouwmeester, voerde van 1650 tot 1656 de Nieuwe Kerk in den Haag uit, en werd 8 september 1656 benoemd tot ‘coster ende grafmaecker’ daarvan.
- Pieter Postkwartier - Pieter Post (architect) was een Nederlands architect en kunstschilder.
- Pimpelmeeslaan - pimpelmees, vogelsoort
- Planetenbaan -
- Plein Vogelzang -
- Plutolaan - planeet Pluto
- Pluvierenlaan - pluvier, vogelsoort
- Prins Bernhardlaan - prins Bernhard van Lippe-Biesterfeld
- Prins Hendriklaan - Prins Hendrik, echtgenoot van Koningin Wilhelmina
- Professor Bronkhorstlaan - Willem Bronkhorst was de eerste buitengewoon hoogleraar longziekten bij de Rijksuniversiteit van Utrecht.
- Prunuslaan  prunus
- Purpervlinder - purpervlinder, vlindersoort
- Putterlaan - putter, vogelsoort
- Rembrandtlaan - Rembrandt van Rijn, schilder
- Rembrandtplein - Rembrandt van Rijn, schilder
- Rietveldlaan - Gerrit Rietveld, architect
- Rietzangerlaan, - rietzanger, vogelsoort
- Rogier van der Weydenlaan - Rogier van der Weyden, Vlaamse kunstschilder, 15e eeuw
- Roodborstlaan - roodborst, vogelsoort
- Rubenslaan - Peter Paul Rubens, schilder
- Ruysdaellaan - Salomon van Ruysdael, Nederlands kunstschilder en tekenaar
- Ruysdaelplein -
- Satijnvlinder - satijnvlinder
- Saturnuslaan - planeet Saturnus
- Schorpioen -
- Schubertlaan - Franz Schubert, een Oostenrijks componist
- Schutterslaan -
- Sint Hubertuslaan - Hubertus, patroon van de jacht en de jagers
- Snippenlaan - snip, vogelsoort
- Soestdijkseweg Noord - Soestdijk
- Soestdijkseweg Zuid -
- Sparrenlaan -
- Spechtlaan - specht, bosvogel
- Sperwerlaan - sperwer, roofvogelsoort
- Spoorlaan -
- Spotvogellaan -
- Spreeuwlaan - spreeuw., vogelsoort
- Staartmeeslaan - staartmees, vogelsoort
- Steenbokplein -
- Steenen Camer -
- Sterrenplein -
- Strausslaan - Johann Strauss sr., componist
- Sweelincklaan - componist
- Talinglaan - taling
- Tempellaan -
- Ten Katelaan - J.J.L. ten Kate, Nederlandse schrijver, dichter en dominee 19e eeuw
- Tollenslaan - Hendrik Tollens, Nederlandse schrijver, 19e eeuw
- Tortellaan - tortel, vogelsoort
- Tuinfluiterlaan - tuinfluiter, vogelsoort
- Tureluurlaan - tureluur, vogelsoort
- Tweede Brandenburgerweg -
- Tweelingen - sterrenbeeld
- Uilenpad -
- Uilvlinder - Uilen (vlinders)
- Uranuslaan - planeet Uranus
- Valkenierlaan -
- Valklaan -
- Van der Helstlaan - Bartholomeus van der Helst, Nederlands kunstschilder Gouden Eeuw
- Van Dijcklaan - Antoon van Dijck, Vlaamse kunstschilder, Gouden Eeuw
- Van Goyenlaan - Jan van Goyen, kunstschilder
- Van Ostadelaan - Adriaen van Ostade, kunstschilder Gouden Eeuw
- Van Ostadeplein -
- Venuslaan - planeet Venus
- Verhulstlaan - Johannes Verhulst, Nederlandse 19de-eeuwse componist
- Vermeerlaan - Johannes Vermeer, schilder
- Vermeerplein -
- Vinkenlaan -
- Vogelvlinder -
- Vuurseweg - Lage Vuursche
- Willem de Zwijgerlaan - Willem de Zwijger
- Wagnerlaan - Joseph Franz Wagner, Oostenrijkse componist
- Walnootlaan - walnoot (boom), loofboom
- Waterhoenlaan - waterhoen, vogelsoort
- Waterman - sterrenbeeld
- Weegschaal - sterrenbeeld
- Weidmanlaan -
- Wildlaan -
- Winterkoninglaan - winterkoning
- Wissellaan -
- Zonneplein -
- Zwaluwlaan - zwaluwen (zangvogels) (Hirundinidae), een familie uit de orde van zangvogels
- Zwanenlaan -
- Zwartkoplaan -
- Zweerslaan - Bernard Zweers

## Lijst van straten in De Bilt
- A Kuijperweg - Abraham Kuijper, AR-politicus
- Abt Ludolfweg -
- Aeolusweg - Aeolus (mythologie), de god van de wind
- Akker - landbouwveld
- Albert Einsteinweg - Albert Einstein
- Albert Schweitzerweg - Albert Schweitzer
- Alfred Nobellaan - Alfred Nobel
- Ambachtstraat -
- Amersfoortseweg - Amersfoort
- Bilthovenseweg - Bilthoven
- Biltstein -
- Bisschopsweg - bisschop van Utrecht
- Blauwkapelseweg - Blauwkapel, een gehucht op de grens van Utrecht en De Bilt
- Bunnikseweg - Bunnik
- Burgemeester de Withstraat - vroeger Achterdijk
- Burgemeester van Heemstrakwartier - H.P.J. baron van Heemstra (†1931), burgemeester van De Bilt
- Buys Ballotweg - Christophorus Buys Ballot (bekend als Buys Ballot) (Kloetinge, 10 oktober 1817 – Utrecht, 3 februari 1890) was een Nederlandse meteoroloog, scheikundige en natuurkundige. Hij ontdekte een meteorologische wetmatigheid die naar hem werd vernoemd, de Wet van Buys Ballot.
- Cirrusweg - cirrus (wolken), wolkensoort
- Cornelis Heymansweg - Cornelis Heymans, aquarellist, schilder, tekenaar.
- Cumulusweg - cumulus, wolkensoort
- Dahliastraat - dahlia, plantensoort; vroeger Melkstraat
- De Holle Bilt - vroeger Zeisterweg
- De Mamuchetweg -  Johan Frederik de Mamuchet, telg uit een rijk geworden koopmansgeslacht uit Amsterdam, woonde op landgoed De Bilt
- De Savornin Lohmanweg - Alexander de Savornin Lohman, Nederlands christelijk-historisch voorman en Minister van Binnenlandse Zaken
- De Witte Swaen - herberg aan de Dorpsstraat vanouds Steenstraat ter hoogte van de huidige nummers 53-57.
- Doctor Letteplein - driehoekig plein; Hubertus Kornelis Lette werd op 23 januari 1879 in Goedereede geboren. Hij studeerde medicijnen en woonde sinds 1909 in De Bilt waar zijn vader een praktijk had in de Dorpsstraat 85. Hij zette zich  in voor de totstandkoming van een schoolartsendienst en het nieuwe Biltsche Ziekenfonds.
- Doctor Schaepmanweg - Herman Schaepman was een Nederlands dichter, rooms-katholiek priester, theoloog en politicus. Hij speelde een doorslaggevende rol in de katholieke emancipatie als eerste priester die lid van de Tweede Kamer werd.
- Dominee Sanderuslaan -  Lambertus Sanderus, dominee in De Bilt in de 17de eeuw
- Dorpsstraat - voorheen Steenstraat, oudste verharde weg in Nederland
- Emmalaan - koningin Emma
- Essenkamp -
- Eurusweg -
- François Mauriacweg - François Mauriac was een Franse schrijver en winnaar van de Nobelprijs voor de Literatuur. Hij wordt algemeen beschouwd als de grootste Franse katholieke schrijver van de 20e eeuw.
- Frederik G Hopkinsweg - Frederick Gowland Hopkins was een Engelse biochemicus, die in 1929 samen met de Nederlander Christiaan Eijkman de Nobelprijs voor Geneeskunde kreeg voor de ontdekking dat vitaminen essentieel zijn voor een goede gezondheid.
- Groen van Prinstererweg - Guillaume Groen van Prinsterer, een 19e-eeuws Nederlands politicus
- Groenekanseweg - Groenekan
- Henrica van Erpweg - Henrica van Erp
- Henri Dunantplein - Henri Dunant
- Herenweg -
- Hessenhof -
- Hessenweg - Hessenweg
- Jasmijnstraat - Jasminum, een plantengeslacht
- Kamperfoeliestraat - kamperfoelie, plantennaam
- Kapelweg -
- Kerkdwarslaan -
- Kerklaan -
- Kloosterlaan -
- Laan -
- Lathyrusstraat - lathyrus
- Leliestraat - lelie; vroeger Boterstraat
- Lester Pearsonweg - Lester Bowles Pearson was een Canadees staatsman, diplomaat en politicus die in 1957 de Nobelprijs voor de Vrede ontving voor zijn rol in de Suezcrisis. Hij was de 14de premier van Canada van 1963 tot 1968.
- Looydijk -
- Marie Curieweg - Marie Curie
- Maurice Maeterlinckweg - Maurice Maeterlinck was een Belgisch dichter, toneelauteur, essayist en vertaler.
- Meester S van Houtenweg - Sam van Houten, liberaal politicus, bekend van het 'wetje' tegen de kinderarbeid
- Meidoornpad - meidoorn
- Molenkamp -
- Nieuwstraat -
- Nimbusweg -
- Noordweg -
- Otto Hahnweg - Otto Hahn
- Oude Bunnikseweg - Bunnik
- Park Arenberg -
- Prinsenlaan -
- Prof Dr H A Lorentzweg - professor Hendrik Lorentz was een van Nederlands grootste natuurkundigen en winnaar van de Nobelprijs voor de Natuurkunde 1902.
- Prof Dr H K Onnesweg - Heike Kamerlingh Onnes
- Prof Dr J D v d Waalsweg - Johannes Diderik van der Waals was een Nederlands natuurkundige. Hij werd bekend door zijn werk op het gebied van gassen en vloeistoffen, waarvoor hij in 1910 de Nobelprijs voor de Natuurkunde kreeg.
- Prof Dr J H v 't Hoffweg - Jacobus van 't Hoff was een Nederlands scheikundige en winnaar van de eerste Nobelprijs voor de Scheikunde (1901). Hij wordt gezien als een van de grondleggers van de stereochemie en de fysische chemie.
- Prof Dr P J Crutzenlaan - Paul J Crutzen (Amsterdam, 3 december 1933) is een Nederlandse meteoroloog. Samen Mario Molina en Frank Sherwood Rowland won hij in 1995 de Nobelprijs voor de Scheikunde voor hun verrichtingen op het gebied van de atmosfeerchemie, in het bijzonder het ozongat.
- Prof Dr P J W Debeyeweg - Peter Debye was een Nederlands-Amerikaans fysisch chemicus en Nobelprijswinnaar (1936).
- Prof Dr T M C Asserweg - Tobias Asser, Nobelprijs voor de Vrede, 1911
- Prof Dr W Einthovenweg - Willem Einthoven, Nobelprijs voor geneeskunde, 1924
- Prof. Dr. Ch. Eyckmanweg - Christiaan Eijkman
- Prof. Dr. F. Zernikeweg -  Frits Zernike, Nobelprijs voor natuurkunde, 1953
- Prof. Dr. J. Tinbergenweg - Jan Tinbergen
- Prof. Dr. P. Zeemanweg -  Pieter Zeeman, †1943, beroemd natuurkundige
- Ralph Buncheweg - Ralph Bunche Amerikaan, Nobelprijs voor de Vrede, 1950
- Robert Kochweg - Robert Koch
- Rozenstraat - vroeger Weistraat, wei als melkbestanddeel
- Runnebeek -
- Schoolstraat -
- Seringstraat - sering, plantennaam
- Sint Laurensweg - Laurentius, †Rome, 258 - wiens martelattribuut (rooster) het Wapen van De Bilt siert
- Soestdijkseweg Zuid - Soestdijk
- Steinenburglaan -
- Stratusplein -
- Thorbeckeweg - Johan Rudolph Thorbecke, 19de-eeuwse liberale staatsman
- Torenstraat -
- Troelstraweg - Pieter Jelles Troelstra
- Tuinstraat -
- Universiteitsweg -
- Utrechtseweg -
- Van Hogendorpweg - Gijsbert Karel van Hogendorp
- Van Limburg Stirumweg - Leopold van Limburg Stirum
- Van der Duyn van Maasdamweg - Frans Adam van der Duyn van Maasdam
- Veldzichtstraat -
- Visserssteeg -
- Waterweg -
- Weltevreden -
- Westerlaan -
- Weteringlaan -
- Wilhelminalaan - Koningin Wilhelmina
- Zephyrusweg -
- Zorgvliet -

## Lijst van straten in Groenekan
- Berkenlaan -
- Beukenburgerlaan - landgoed Beukenburg
- Copijnlaan -
- Eiklaan -
- Groenekanseweg -
- Grothelaan - Frederique Gothe (1861-1950) maakte de ontwikkeling van Groenekan mogelijk door het landgoed Voordaan te verkopen. Op een deel daarvan ontstond de eerste woonwijk in Groenekan.
- Kanonsdijk -
- Kastanjelaan -
- Koningin Wilhelminaweg -
- Lindenlaan -
- Nieuwe Weteringseweg -
- Oranjelaan -
- Prinsenlaan -
- Ruigenhoeksedijk -
- Veldlaan -
- Versteeglaan -
- Vijverlaan -
- Voordorpsedijk -

## Lijst van straten in Hollandsche Rading
- Aanlegsteeg -
- Adri Piecklaan - Adri Pieck
- Binckhorstlaan -
- Charles Weddepohllaan - Charles Weddepohl was een Nederlandse schilder en beeldhouwer
- Dennenlaan - dennenoom
- Graaf Floris V Weg - Floris V
- Kanaaldijk -
- Karnemelksweg -
- Oosterspoorlaan -
- Schaapsdrift -
- Schepersveld -
- Sparrenlaan - spar, boomsoort
- Spoorlaan -
- Tolakkerweg - met daaraan de Adventskapel
- Vuurse Dreef -

## Lijst van straten in Maartensdijk
- Aanlegsteeg -
- Achter Weteringseweg -
- Bantamlaan -
- Berenklauw - berenklauw (geslacht), plantennaam
- Beverweerd -
- Boomklever - boomklever
- Bovenkruier -
- Braamsluiper - braamsluiper
- Dierenriem -
- Dillenburg -
- Distelvink - distelvink, vogelsoort
- Ds De Bresstraat -
- Doctor J J F Steylingweg -  Dokter J.J.F. Steijling had bijna 50 jaar een praktijk aan de Dorpsweg 23
- Dorpsweg -
- Drakensteyn - Drakensteyn, kasteel in Lage Vuursche
- Egelskop - egelskop, waterplant
- Eikensteeg -
- Emmalaan -
- Fazantlaan - fazant
- Graspieper - graspieper, vogelsoort
- Grondzeiler - grondzeiler, molensoort
- Gruttolaan - grutto, weidevogel
- Havikskruid - havikskruid, plantensoort
- Hondsdraf - hondsdraf, plantensoort
- Industrieweg -
- Jupiterhof -
- Kievitlaan - kievit, weidevogel
- Kometenlaan -
- Koningin Julianalaan -
- Koningin Wilhelminaweg -
- Korenmolen - korenmolen
- Leeuweriklaan - leeuwerik, vogelsoort
- Maalsteen - deel van een molen
- Maertensplein - Sint Maerten was de naamgever van Maartensdijk
- Marshof -
- Melkweg -
- Mercuriushof -
- Merellaan - merel
- Molenweg -
- Molenwiek - deel van een molen
- Nachtegaallaan - nachtegaal, vogelsoort
- Nassauhof -
- Noordeinde -
- Otto Doornenbalweg -
- Patrijslaan - patrijs, een akkervogel uit de familie van fazanten (Phasianidae)
- Planetenlaan -
- Pr Willem Alexanderplantsoen -
- Prins Bernhardlaan -
- Prins Clauslaan -
- Prinsenlaan -
- Prinses Beatrixlaan - Beatrix der Nederlanden
- Prinses Irenelaan -
- Prinses Margrietlaan -
- Prinses Marijkelaan -
- Reigersbek  - reigersbek, plantennaam
- Saturnushof -
- Spechtlaan - specht, bosvogel
- Sperwerlaan - sperwer (roofvogel), vogelsoort
- Sterrenlaan -
- Tolakkerweg -  hofstede/herberg de Tolakker werd later verbouwd tot gemeentehuis van Maartensdijk
- Tuinlaan -
- Valklaan - valken, vogelsoort
- Venushof -
- Vogelwikke - vogelwikke, plantennaam
- Willem de Zwijgerlaan - Willem de Zwijger
- Windvang - deel van een molen
- Wolfsmelk - wolfsmelk, plantennaam
- Zwanebloem  - zwanenbloem

## Lijst van straten in Westbroek
- Burg. Huydecoperweg -
- Doctor Welfferweg -
- Holsblokkenweg - holsblok of holleblok is een oude benaming voor een klomp
- Kerkdijk -
- Kleppermanweg - klepperman, een nachtwacht die in vroeger tijden  de ronde deed.
- Kooijdijk -
- Korssesteeg -
- Prinses Christinastraat -
- Schutmeesterweg - Een schutmeester is een sluiswachter.
- Van Alphenstraat -
- Westbroekse Molenweg -
- Wolkammerweg - wolkammer, oud beroep